# 岡山県立勝間田高等学校
岡山県立勝間田高等学校（おかやまけんりつ かつまだ こうとうがっこう）は、岡山県勝田郡勝央町勝間田にある高等学校。ビジネスコース・森林コース・園芸コース・食品コース・自動車コースの専門性の高い5つのコースで、資格取得・就職に強い多様な学びができる総合学科。
森林コースは岡山県内の県内公立高校で唯一の林業の授業を行い、自動車コースは3級自動車整備士受験資格が得られる県内公立高校では唯一。

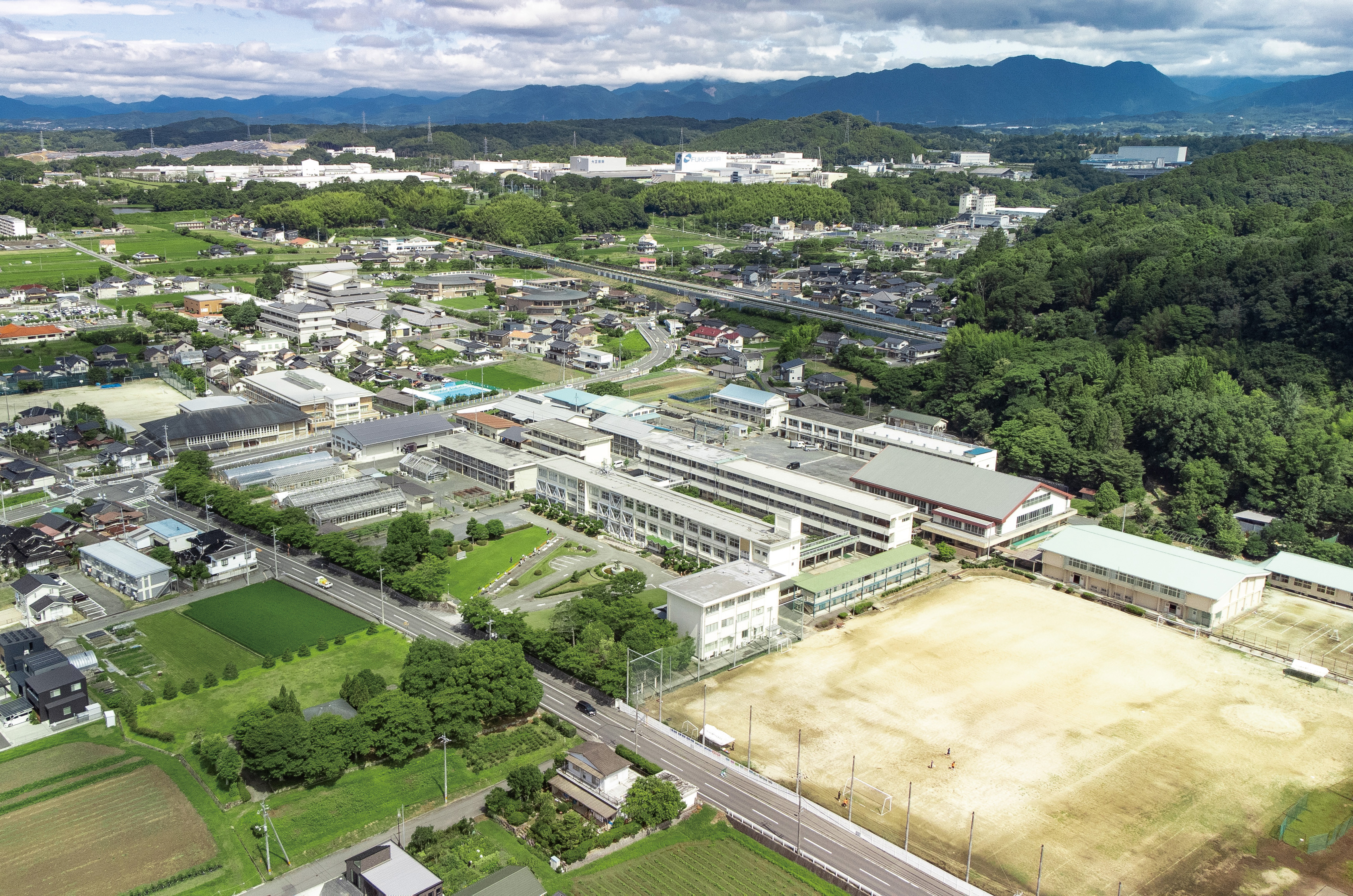
岡山県立勝間田高等学校 空撮写真（2022年）

## 歴史
本校
- 1879年 - 日本原の開拓を目指した初代勝北郡長・安達清風が、日本原（現在の奈義町）朝吉神社の境内に有功学舎を創設。
- 1890年 - 二代目勝北郡長・森英太郎が、林園書院を建てる。
- 1899年 - 勝間田に作東義塾が作られる。
- 1901年 - 勝田郡立農林学校の設立が認可され、民家を仮の校舎として開校。これをもって創立とする。
- 1902年 - 最初の校舎を新築。
- 1921年 - 県移管により岡山県立勝間田農林学校と改称する。
- 1922年 - 農林・養蚕の2科を設置。
- 1923年 - 現在の位置に校舎を新築し移転。[注釈 1][1]
- 1940年 - 農林・養蚕の2科を統合。
- 1948年 - 岡山県立勝間田農林高等学校と改称し、新たに定時制課程として農業・農村家庭の2科を設置。
- 1949年 - 岡山県立勝間田高等学校と改称する。
- 1950年 - 普通科設置。
- 1953年 - 林業・畜産の2科を設置。
- 1954年 - 普通科募集停止。全日制農村家庭科を設置。
- 1956年 - 岡山県立勝間田農林高等学校と改称する。
- 1957年 - 定時制課程の2科の募集停止。
- 1962年 - 農村家庭科を生活科と改称。園芸・食品化学の2科を設置。
- 1966年 - 校舎改築工事、校友会館落成。[1]
- 1973年 - 食品科学科を食品製造科と改称する。
- 1981年 - 普通科設置。これにより岡山県立勝間田高等学校と改称。生活科の募集停止。
- 1986年 - 農業・林業・畜産・園芸の4科の募集停止。学科再編により農園芸・林業緑地・食品製造・農業機械の4科を設置。
- 1992年 - 農園芸科募集停止。学科再編により生物生産科設置。
- 2005年 - 閉鎖される岡山県立日本原高等学校との再編に伴い、農園芸・林業緑地・食品製造・農業機械の4科の募集停止。総合学・グリーン環境・食品科学・産業工学の4科を設置。
- 2009年 - 校友会館の解体。
- 2015年 - 産業工学科募集停止。
- 2018年 - 林業食科棟長寿命化改修工事完成。
- 2019年 - 学科改変により、グリーン環境・食品科学の2科を総合学科へ移行。武道場長寿命化改修工事完成。
- 2021年 - 創立120周年記念式。

旧 岡山県立日本原高等学校
- 1948年 - 勝間田農林高校の日本原分校として開校
- 1949年 - 組合立日本原高校（定時制）として独立
- 1956年 - 岡山県に移管
- 1962年 - 全日制に転換
- 2007年3月 - 閉校

## 学科
- 総合学科
  - 森林コース
  - 園芸コース
  - 食品コース
  - 自動車コース
  - ビジネスコース
- グリーン環境科（平成30年度末募集停止）
- 食品科学科（平成30年度末募集停止）

## 部活動
- ソフトテニス部
- 軟式野球部
- サッカー部
- 柔道部
- 剣道部
- バレーボール部
- 弓道部
- 山岳部
- 卓球部
- 陸上競技部
- 総合芸術部（書道・美術）
- 郷土芸能部
- 吹奏楽部
- 華道部
- 自動車部
- 科学部
- なぎなた同好会
- バドミントン同好会

## アクセス
- 西日本旅客鉄道姫新線 勝間田駅から徒歩10分
- 中国ハイウェイバス「勝間田バスストップ」から徒歩5分
- なぎバス 勝間田高校前に停車

## 出身著名人
- 有坂翔太（料理家・料理研究家）
- 有岡利幸（植物・植生研究家）
- 片山潜（労働運動家）(有功学舎)
- 万代順四郎（帝国銀行頭取・東京通信工業会長）
- 大村清一（内務大臣）
- 笠岡喬（元衆議院議員）
- 久光正郎（中部飼料社長・日本飼料工業会会長）